# Municipio de Packer
El municipio de Packer (en inglés: Packer Township) es un municipio ubicado en el condado de Carbon en el estado estadounidense de Pensilvania. En el año 2000 tenía una población de 986 habitantes y una densidad poblacional de 13.2 personas por km².

## Geografía
El municipio de Packer se encuentra ubicado en las coordenadas 40°52′29″N 75°54′59″O / 40.87472, -75.91639.

## Demografía
Según la Oficina del Censo en 2000 los ingresos medios por hogar en la localidad eran de $39,038 y los ingresos medios por familia eran $43,250. Los hombres tenían unos ingresos medios de $31,111 frente a los $21,181 para las mujeres. La renta per cápita para la localidad era de $17,038. Alrededor del 7,2% de la población estaban por debajo del umbral de pobreza.